# 邹德华 (1926年)
邹德华（1926年—），江苏吴县人，生于南京，中国女高音歌唱家，第五、六、七、八、九届全国政协委员。

## 家庭
父亲邹秉文是中国农学家、农业教育家、植物病理学家、社会活动家。兄弟姐妹有邹斯颐、邹德范、邹斯履、邹德真、邹德慈。